# Kreditderivat
Kreditderivate sind eine Unterart der Derivate und handelsfähige Finanzinstrumente, die Darlehen, Kredite, Anleihen oder vergleichbare Aktiva als Basiswert (englisch underlying) zum Inhalt haben und das darin liegende potenzielle Ausfallrisiko beim Sicherungsnehmer absichern und beim Sicherungsgeber erhöhen. Daneben gibt es auch die rein spekulative Variante der ungedeckten (englisch naked) Kreditderivate ohne zugrunde liegenden Basiswert.

## Entstehung
Kreditderivate sind ein relativ junges Finanzinstrument. Es wurde 1991 durch die Investmentbank Bankers Trust entwickelt. Der internationale Markt für Kreditderivate hatte im Jahre 1996 erstmals eine für alle Marktteilnehmer interessante Volumensschwelle erreicht. Eine Erhebung der Deutschen Bundesbank unter den 10 aktivsten deutschen Banken auf dem Kreditderivatemarkt ergab im Jahre 2004, dass diese Institute mit etwa 220 Milliarden Euro als Sicherungsgeber und 210 Milliarden Euro als Sicherungsnehmer bei „Single Name CDS“ auftraten. Die Deutsche Bundesbank hatte hierzu aus regulatorischer Sicht festgestellt, dass die CDS-Märkte „durch die schnellere Verarbeitung neuer Marktinformationen gegenüber den Anleihemärkten eine Preisführerschaft aufweisen und einen deutlichen Vorlaufcharakter vor Kreditwürdigkeits-Herabstufungen durch Ratingagenturen haben“. Erst mit Beginn der Asienkrise im August 1997 war das weltweite Interesse an einem Risikotransfer in Form des Kreditderivats gestiegen, und nach der Russlandkrise im August 1998 war schließlich der Marktanteil stark angewachsen.

## Rechtsfragen
Beim Kreditderivat gibt es den Sicherungsnehmer (Käufer, englisch protection buyer), den Sicherungsgeber (Verkäufer, englisch protection seller) und das abzusichernde Grundgeschäft (Basiswert), also das in einem Darlehen, Kredit oder einer Anleihe liegende Kreditrisiko gegenüber dem Referenzschuldner. Der Gläubiger dieses Kreditrisikos kann ein Interesse daran haben, sein Kreditrisiko als Sicherungsnehmer durch ein Kreditderivat abzusichern. Dabei bleibt ihm sein Kreditrisiko erhalten; es wird durch das Kreditderivat abgesichert. Die ursprüngliche Kreditbeziehung des Sicherungsnehmers mit dem Referenzschuldner wird also weder verändert noch neu begründet. Kreditrisiko und Kreditderivat existieren mithin beim Sicherungsnehmer parallel nebeneinander. Das ist beim Sicherungsgeber anders. Er tritt als Vertragspartner lediglich beim Kreditderivat auf, ohne bisher einen Bezug zum Referenzschuldner besitzen zu müssen. Erst in seiner Funktion als Sicherungsgeber erwirbt er ein Kredit- und Zahlungsrisiko, bei Eintritt eines Kreditereignisses an den Sicherungsnehmer zahlen zu müssen.
Nach der Legaldefinition des § 2 Abs. 3 Nr. 4 WpHG sind Kreditderivate „alle als Kauf, Tausch oder anderweitig ausgestaltete Festgeschäfte oder Optionsgeschäfte, die zeitlich verzögert zu erfüllen sind und dem Transfer von Kreditrisiken dienen“. In § 1 Abs. 11 Satz 3 Nr. 4 KWG ist eine mit dem WpHG übereinstimmende Legaldefinition enthalten.
Credit Default Swaps, Total Return Swaps und Credit Linked Notes sind nach Art. 204 Nr. 1 Kapitaladäquanzverordnung (englische Abkürzung CRR) Kreditderivate, die aufsichtsrechtlich als Sicherheit beim Sicherungsnehmer anerkannt werden, wenn eines der in Art. 216 Nr. 1 CRR definierten Kreditereignisse eingetreten ist und die Feststellung des Ereignisses nicht allein in die Zuständigkeit des Sicherungsgebers fällt (Art. 216 Nr. 1e CRR). Neben der abschließenden Aufzählung kommt es der Kapitaladäquanzverordnung insbesondere darauf an, dass die Feststellung, wonach ein solches Ereignis als eingetreten gilt, nicht alleine dem Sicherungsgeber obliegen darf. Sofern die Rahmenverträge der ISDA (englisch ISDA Master Agreements) zur Anwendung kommen, ist dies sichergestellt, da die Feststellung eines Kreditereignisses den Vertragsparteien entzogen ist und ausschließlich dem ISDA Determinations Committee obliegt. Folgende Kreditereignisse sind in Art. 216 Nr. 1a CRR konkret aufgezählt:
- Das Versäumnis, die fälligen Zahlungen nach den zum Zeitpunkt des Versäumnisses geltenden Kreditkonditionen der zugrunde liegenden Verbindlichkeit zu erbringen, wobei die Nachfrist der der zugrunde liegenden Verbindlichkeit entspricht oder darunter liegt.
- Der Konkurs, die Insolvenz oder die Unfähigkeit des Schuldners zur Bedienung seiner Schulden oder sein schriftliches Eingeständnis, generell nicht mehr zur Begleichung fällig werdender Schulden in der Lage zu sein (Moratorium), sowie ähnliche Ereignisse.
- Die Neustrukturierung der zugrunde liegenden Verbindlichkeit, verbunden mit einem Schuldenerlass oder einer Stundung der Darlehenssumme, der Zinsen oder der Gebühren, die zu einem Verlust auf Seiten des Kreditgebers führt.

Liegt mindestens eine dieser Voraussetzungen vor, so darf der Sicherungsnehmer sein Kreditrisiko als mit Garantie gesichert anrechnen mit der Folge, dass eine geringere Unterlegung mit Eigenmitteln erforderlich ist. Kreditderivate gelten beim Sicherungsnehmer als Kreditsicherheit und gehören – wegen der Gleichstellung mit der Garantie – zu den Personalsicherheiten. Kreditderivate sind deshalb ein geeignetes Instrument beim Risikomanagement, weil gegen Zahlung einer Prämie ein vorhandenes Kreditrisiko vom Sicherungsgeber getragen wird.

## Formen von Kreditrisiken
In der Risikoanalyse teilt man Risiken meist ein in die beiden Hauptgruppen
- Marktpreisrisiken (Kursrisiko bei Währungen, Zinsen, Aktien) und
- Adressrisiken.

Bei den Adressrisiken werden reine Ausfallrisiken und die Bonitätsrisiken (Spreadrisiken) unterschieden. Bei den Ausfallrisiken ist stets eine nicht erbrachte Kreditleistung das auslösende Kreditereignis, während bei den Bonitätsrisiken eine Ausweitung des Risikoaufschlages zum risikofreien Zins und damit der Barwertverfall der Anlage als Grundlage dient. Insofern lassen sich Kreditderivate auch in ausfallbezogene und ratingbezogene Kreditderivate unterteilen.

## Einteilung
Generell wird zwischen ereignisbezogenen und marktpreisbezogenen Kreditderivaten unterschieden.
- Bei ereignisbezogenen Kreditderivaten werden bei Eintritt eines beim zugrunde liegenden Referenzschuldner definierten Kreditereignisses vom Sicherungsgeber Zahlungen an den Sicherungsnehmer geleistet. Da die Zahlungspflicht aus dem Kreditderivat direkt vom Eintritt des Kreditereignisses abhängt, sind eine eindeutige Definition und eine unabhängige Überprüfbarkeit dieses Ereignisses von entscheidender Bedeutung.

- Bei marktpreisbezogenen Kreditderivaten beruhen die Zahlungen zwischen den beteiligten Parteien auf der Kursentwicklung eines bestimmten Finanzinstruments oder dessen relativer Kursentwicklung zum relevanten Gesamtmarkt. Verschlechterungen in der Bonität eines Referenzschuldners wirken sich negativ auf die Kursentwicklung eines von ihm emittierten Finanzinstruments aus. Bei marktpreisbezogenen Kreditderivaten werden im Fall einer positiven Kursentwicklung Zahlungen vom Käufer an den Verkäufer des Kreditderivates und umgekehrt geleistet.

## Arten
Durch die Innovationskraft des Kreditwesens insbesondere im Derivatebereich gibt es mittlerweile mehrere Arten von Kreditderivaten.

### Credit Default Swap (Kreditausfalltausch)
Der Credit Default Swap (CDS) oder Kreditausfalltausch ähnelt in seiner Wirkungsweise einer Garantie. Es gibt zwei Varianten je nachdem, ob für den Eintritt des Kreditereignisses der Erwerb eines Basiswerts (physische Erfüllung, englisch physical settlement) oder ein Barausgleich (englisch cash settlement) vereinbart wurde. Ist physische Erfüllung vereinbart, so muss der Sicherungsnehmer tatsächlich im Besitz des zugrunde liegenden Basiswerts sein, um ihn im Fall eines Kreditereignisses dem Sicherungsgeber liefern zu können. Neben dem klassischen Credit Default Swap gibt es auch den ungedeckten CDS (englisch naked), der keinen Basiswert zugrunde legt, rein spekulativen Zwecken dient und nicht die Absicherung eines Kreditrisikos zum Inhalt hat. Ungedeckte CDS auf Staatsrisiken wurden in den EU-Mitgliedstaaten ab November 2012 generell untersagt, um die Spekulation auf einen drohenden Staatsbankrott zu unterbinden. Nur wer Anleihe- und Kreditbestände gegenüber Staaten besitzt, kann CDS erwerben und damit sein Ausfallrisiko absichern. Weiter erlaubt bleibt demnach der ungedeckte CDS gegenüber nicht-staatlichen Referenzschuldnern.

### Credit Default Option
Eine Credit Default Option oder Kreditausfalloption ist eine Option auf den Kauf oder Verkauf eines Credit Default Swaps.

### Credit Linked Note
Eine Credit Linked Note ist eine strukturierte Schuldverschreibung, die als derivative Komponente einen Credit Default Swap enthält. Hierbei ist der Verkäufer der Schuldverschreibung der Begünstigte aus dem darin enthaltenen Derivat.

### Credit Spread Option
Eine Credit Spread Option ist eine Option auf die Zinsdifferenz zwischen zwei Basiswerten, von denen mindestens eine einen Bonitätsaufschlag für ein Kreditrisiko (englisch credit spread) enthält oder darstellt. Credit Spread Options sind in verschiedenen Varianten möglich. Ihr zugrunde liegender Basiswert kann sowohl ein Rendite- als auch ein Preisunterschied sein, sie können sich auf Zins- und Dividendentitel beziehen, und sie können verschiedenste Auszahlungsprofile und -bedingungen aufweisen.

### Credit Spread Forward
Ein Credit Spread Forward ist ein Termingeschäft auf die Zinsdifferenz zwischen zwei Basiswerten, von denen mindestens eine einen Bonitätsaufschlag für ein Kreditrisiko (englisch credit spread) enthält oder darstellt. Auch Credit Spread Forwards sind in verschiedenen Ausprägungen denkbar. Analog zur Credit Spread Option kann ihr zugrunde liegender Basiswert eine Preis- oder Renditedifferenz sein, wobei sie sich auf Zins- oder Dividendentitel beziehen können.

### Total Return Swap
Mit einem Total Return Swap wird der Gesamtertrag des zugrunde liegenden Basiswerts gegen einen anderen Ertrag getauscht. Es handelt sich um kein reines Kreditderivat: Aus Risikosicht werden neben den Kreditrisiken auch die Marktrisiken getauscht.

### Weitere
Neben den genannten Typen von Kreditderivaten gibt es auch komplexe hybride Produkte:
- Synthetische Asset Backed Securities,
- Synthetische Mortgage Backed Securities,
- Synthetische Collateralized Debt Obligation.

## Standardisierung
Seit 1998 steht von der International Swaps and Derivatives Association (ISDA) eine Standarddokumentation für Credit Default Swaps zur Verfügung, die den beteiligten Parteien eine Auswahl aus den vorgegebenen Alternativen ermöglicht. Die ISDA-Master Agreements erleichtern den Vertragsparteien die Verhandlungen, da Grundfragen nicht mehr geklärt werden müssen.

## Bilanzierung
Kreditderivate sind zweiseitig verpflichtende Finanzkontrakte, deren gegenseitige Ansprüche am Bilanzstichtag als nicht vollständig erfüllt gelten. Sie zählen deshalb zur Kategorie der schwebenden Geschäfte. Diese gehören nach § 19 Abs. 1 Satz 2 Nr. 3 und 4 KWG zum außerbilanziellen Geschäft der Kreditinstitute und sind deshalb „unter der Bilanz“ („unterm Strich“) zu vermerken. Für Bilanzierungszwecke dürfen Derivate nicht gegeneinander aufgerechnet werden, auch wenn mit der Vertragspartei Nettingvereinbarungen bestehen. Die hierin vorgesehene Aufrechnung knüpft an das Eintreten bestimmter Ereignisse und erfüllt nicht die Regel IAS 32.42, die eine Saldierung ermöglicht, wenn ein gegenwärtiger und durchsetzbarer Anspruch auf Saldierung besteht. Daher ist hier das generelle Saldierungsverbot nach IAS 1.32 zu beachten. Kreditderivate sind allgemein nach IAS 39 und IAS 37 als derivative Finanzinstrumente zu bilanzieren. Außerdem gilt nach deutschem Recht das Saldierungsverbot nach § 246 Abs. 2 HGB, sodass das „unterm Strich“ ausgewiesene Volumen die Brutto-Verhältnisse wiedergibt.